# Fuerzas terrestres del Cuerpo de la Guardia Revolucionaria Islámica
Las Fuerzas Terrestres del Cuerpo de la Guardia Revolucionaria Islámica (persa: نیروی زمینی سپاه پاسداران انقلاب اسلامی ), acrónimo NEZSA (persa: نزسا), son la fuerza terrestre que el Cuerpo de la Guardia Revolucionaria Islámica (IRGC), mantiene en paralelo al ejército regular de Irán. Además de su papel militar convencional, las fuerzas terrestres de la guardia revolucionaria están más orientadas al orden interno que el ejército regular. Sin embargo, en los últimos años, las Fuerzas Terrestres del IRGC y, por extensión, todo el IRGC, han pasado a convertirse en una fuerza expedicionaria, capaz de proyectar poder en el extranjero, a través de operaciones militares convencionales o mediante poderes y guerras no convencionales. Hay al menos alrededor de 150.000 tropas de la Fuerza Terrestre del IRGC.
Después de esta transición, la estructura de las Fuerzas Terrestres sigue centrada en unidades a nivel de brigada, apoyadas por formaciones blindadas, de apoyo aéreo (drones), artillería, inteligencia y fuerzas especiales.